# Пята клинка

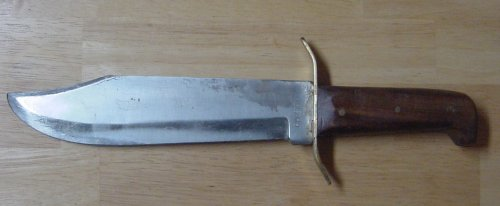
Традиционный нож Боуи с развитой пятой клинка

Пята́ клинка (от праслав. *pęta «толстая часть, пятка»), рика́ссо (итал. ricasso), чойл (англ. choil) — незаточенная часть клинка, прилегающая к гарде или непосредственно к рукояти клинкового оружия или инструмента.

## История
Первые рикассо появились (или впервые названы таким образом) на больших западноевропейских мечах XIV—XV веков. Они позволяли мечнику укоротить хватку меча, улучшая управляемость клинком и делая более эффективными выпады против противников как в броне, так и без неё. Позднее длинные мечи, клейморы, рапиры и другие большие мечи часто имели такую деталь.
На клинках некоторых современных ножей также есть незаточенная часть, на которую можно вынести палец, называемая пято́й клинка.

## Основные функции пяты
- на пяту может выноситься палец в некоторых хватах для лучшего контроля при укорачивании рабочей длины клинка. Иногда для удобства такого хвата на пяте выполняется подпальцевая выемка;
- пята служит усилением клинка в опасном сечении — месте заделки клинка в рукоять;
- в некоторых конструкциях клинкового оружия и инструмента технологически проще осуществить сопряжение гарды и/или рукояти с клинком, имеющим пяту;
- оружие или инструмент с клинком, имеющим пяту и не имеющие гарды или подпальцевого упора менее травмоопасны;
- пята может использоваться как элемент механизма фиксации клинка в ножнах;
- пята может упрощать заточку клинка;
- на пяту клинка часто наносится маркировка: изображения, надписи, торговые марки и так далее;
- в некоторых случаях, при входе клинка по гарду, существенно повышается риск выпустить скользкую рукоять из руки. В таких случаях практикуется переброс пальца за гарду, в сторону мишени, чтобы подцепить нижний край гарды и не потерять клинок. В этом случае пята снижает риск травмы.
- пята с развитой подпальцевой выемкой способствует удобному силовому извлечению клинка перебросом пальца за гарду на выемку и обратным упором в гарду, в случае если извлечение его затруднено.